# Almaas Elman
Almaas Elman, o Almas Elman (Mogadiscio, ... – Mogadiscio, 20 novembre 2019), è stata una diplomatica e attivista somala naturalizzata canadese la figlia maggiore di un'importante famiglia di operatori umanitari.

## Biografia
I suoi genitori erano Elman Ali Ahmed e Fartuun Adan. Lei, sua madre e le sorelle - Ilwad, Iman,Gesia comandante nelle forze armate somale e Gesia, che vive e lavora a Roma - emigrarono in Canada nei primi anni '90. Suo padre venne ucciso nel 1996. Sua madre aiutò a fondare l'Elman Peace Center. Una delle sue sorelle, Ilwad Elman è stata candidata per il premio Nobel per la pace nel 2019. Suo marito era l'imprenditore somalo-svedese nell'ambito tecnologico Zakaria Hersi; si erano sposati nel 2017.
Prima del suo ritorno in Somalia, Elman aveva prestato servizio nella Riserva delle forze armate canadesi ed in seguito è stata Primo Segretario presso l'ambasciata somala in Kenya. Al suo ritorno in Somalia, Elman era diventata consulente della delegazione dell'Unione europea in Somalia.
Il ministro canadese delle famiglie, dei bambini e dello sviluppo sociale, Ahmed Hussen, ha definito la notizia della sua morte "personalmente devastante".
La morte di Elman è stata inizialmente segnalata come un omicidio da molte fonti di notizie, tra cui il New York Times. Dopo un giorno dalla sua morte, l'Unione africana, che controlla il territorio in cui viaggiava l'auto che la trasportava, dichiarò di non avere notizie di elementi dell'opposizione impegnati in ostilità nell'area, e la descrisse come colpita da "un proiettile vagante".
Hadalsame riferì che Elman stava aspettando un bambino, quando fu uccisa.